# Henry A. Strong
Henry Alvah Strong (30 de agosto de 1838 - 26 de julho de 1919) foi um empresário norte-americano de fotografia. Ele foi o primeiro presidente da Eastman Kodak Company. 

## Empreendimentos comerciais
Strong ocupou uma posição de liderança na empresa de fabricação de chicotes de buggy de sua família antes de conhecer George Eastman em 1870. Em 1881, ele ajudou a fornecer capital à Eastman para lançar a Eastman Dry Plate Company, que mais tarde se tornaria a Eastman Kodak Company.